# Гиленко Алла В'ячеславівна
Алла В'ячеславівна Гиленко (рум. Alla Ghilenko; 12 червня 1992, Варва) — українська та молдовська біатлоністка. Нині[коли?] виступає за команду Молдови.